# Drycothaea angustifrons
Drycothaea angustifrons là một loài bọ cánh cứng trong họ Cerambycidae.